# پاتریکا داربو
پاتریکا داربو (انگلیسی: Patrika Darbo؛ زادهٔ ۶ آوریل ۱۹۴۸) یک هنرپیشه اهل ایالات متحده آمریکا است.

## گزیده فیلمشناسی
از فیلم‌ها یا برنامه‌های تلویزیونی که وی در آن نقش داشته‌است می‌توان به آثار زیر اشاره کرد.
- رنگو (فیلم ۲۰۱۱) (۲۰۱۱)
- تیشه (فیلم) (۲۰۰۶)
- در خط آتش (۱۹۹۳)
- سرگردان (۱۹۹۲)
- حومه‌نشین‌ها (۱۹۸۹)